# 松尾友莉
松尾　友莉（まつお　ゆり、1993年2月1日 - ）は、日本の元女性モデル、元レースクイーン、元グラビアアイドル。愛称は「ゆーたん」。東京都出身

## 人物
- 資格として、普通自動車免許・ヘルパー2級・児童居宅介護2級・食品衛生責任者を持っている。
- 特技はお菓子つくり。
- 三姉妹の次女である[1]。

## 出演

### レースクイーン
| 年度   | カテゴリー   | チーム名                                 |
| ------ | ------------ | ---------------------------------------- |
| 2014年 | スーパー耐久 | SKR ENGINEERINGレースクイーン「SKR GAL」 |

### イベント
- ハーレーイベント（2014年）

### WEB
- レースクイーン(RQ)グラビア＆ハイビジョンムービーサーキットの星
- BWH

### 雑誌
- ギャルズパラダイス
- 漫画アクション

### テレビ
- とちぎテレビ・TOKYO MX・テレビ埼玉「CarXs」
- テレビ東京「〜裏ネタワイド〜 DEEPナイト」